# فينوس ومارس

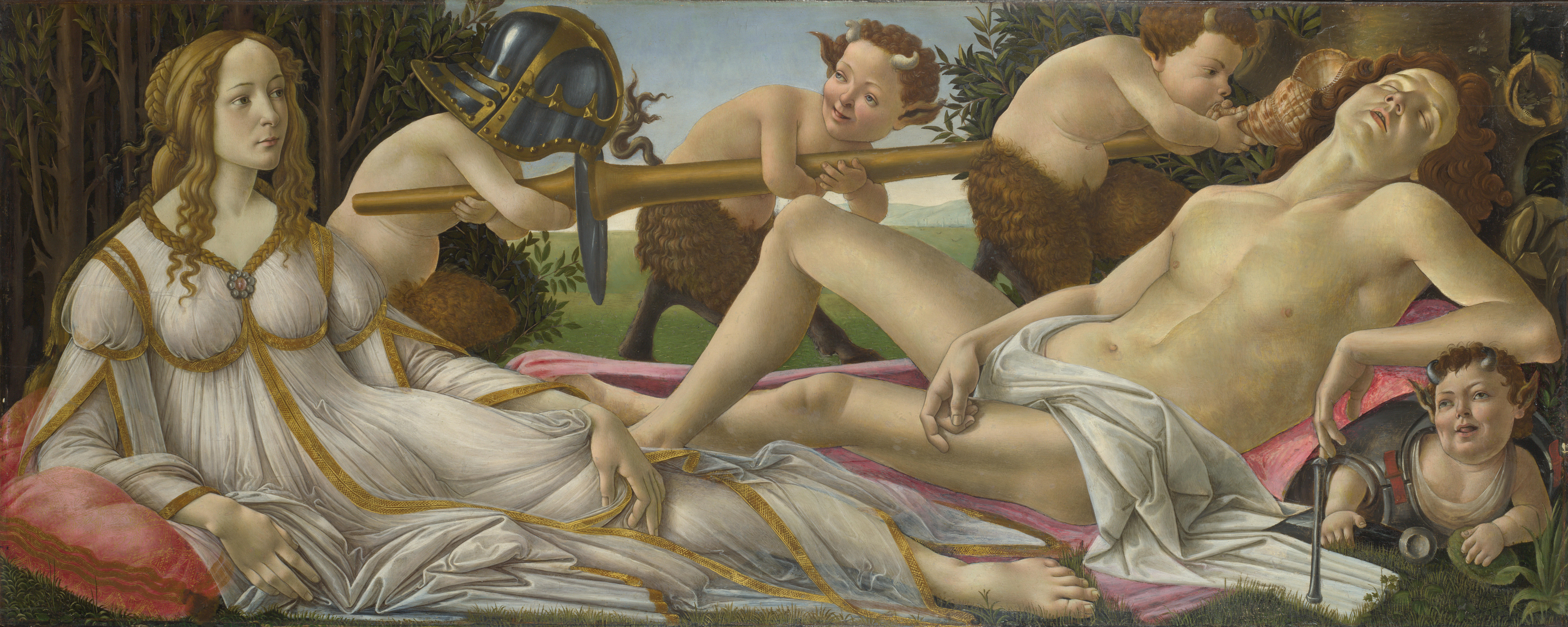
فينوس ومارس، ح. 1485. تمبرا وزيت على لوحة من خشب الحور، 69 سم x 173 سم. المعرض الوطني، لندن.

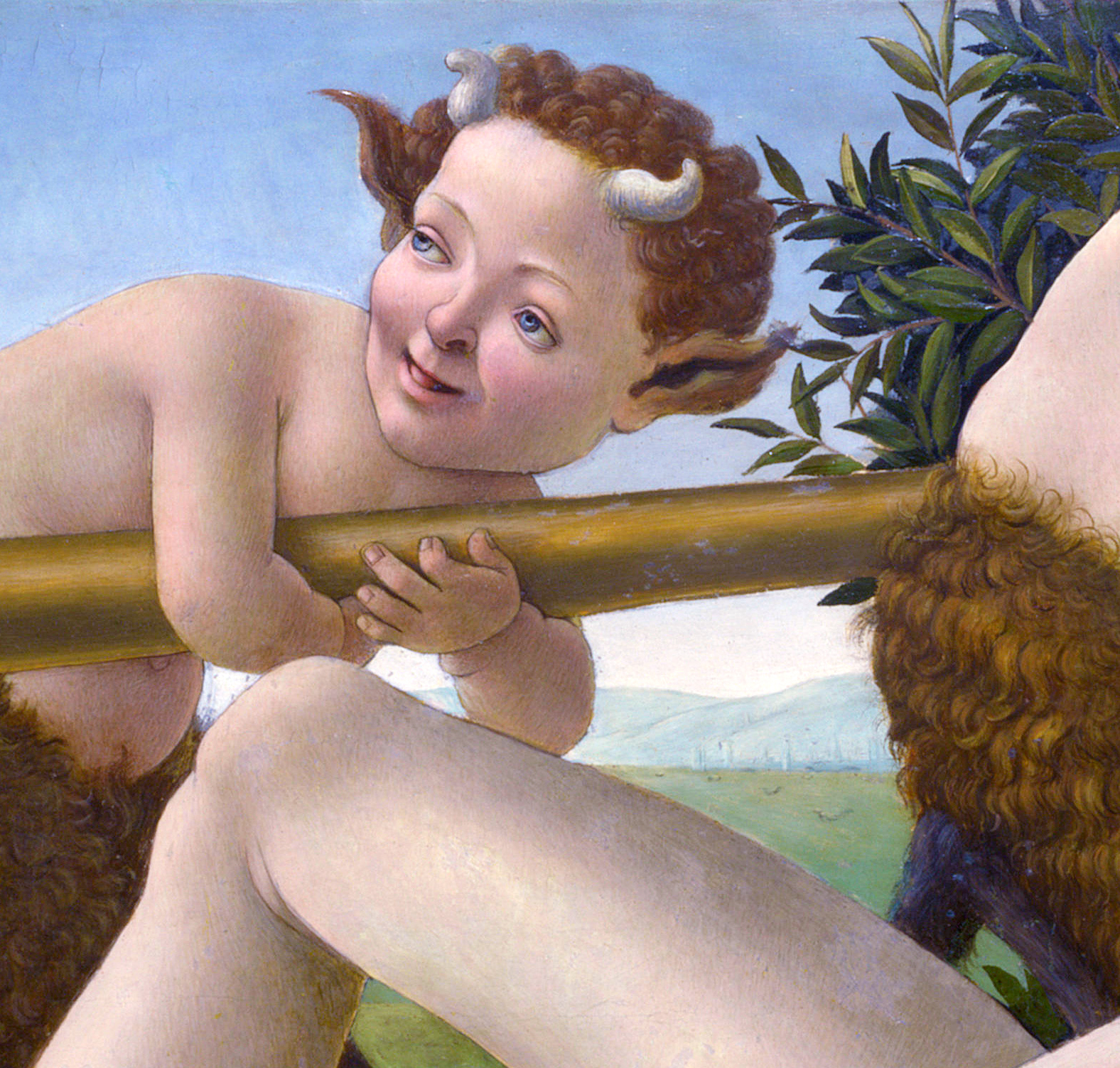
رضيع الساتير ومنظر طبيعي في الخلفية.

فينوس ومارس Venus and Mars (أو  مارس وفينوس)، هي لوحة رسمها الرسام الإيطالي ساندرو بوتيتشيلي حوالي عام 1485. تصور اللوحة الإلهة الرومانية فينوس، إلهة الحب، ومارس، إله الحرب، في مشهد رمزي يعبر عن الجمال والشجاعة. يتأرجح الزوجان الممتلئان بالشباب والشهوة في مشهد طبيعي، محاطان ساتير رضيع نابض بالحركة.
وربما كان الغرض من اللوحة الاحتفال بزفاف، ووضعها في تلبيسة أو قطعة من الأثاث لتزيين غرفة نوم العروس والعريس، وقد تكون جزءاً من مجموعة أعمال فنية. ويؤيد هذا الاقتراح البنية العريضة للوحة وتصوير الشخصيات بشكل مقرب. يعتبرها الكثيرون تمثلاً للنظرة المثالية للحب الحسي. ومن المرجح أن بوتيتشيلي قد وضع الفكرة الرئيسية لللوحة، مع بعض التلميحات المستخدمة من قبل أحد مستشاريه مثل أنجلو بوليزيانو، شاعر بيت ميديتشي وعالم إنسانية عصر النهضة.
وفي 2017، قدر المعرض الوطني أن اللوحة قد رسمت «ح. 1485». ويرى لايتباون «من المرجح أنها رسمت حوالي 1483»، لكن إتلينجرز يرجعها إلى «النصف الثاني من عقد 1480». وتعتمد جميع التواريخ على تحليل الأسلوب الفني، حيث أن اللوحة لا ترتبط بشكل مقنع بتاريخ معين، مثل حفل زفاف. ومن ثم فقد رسمت اللوحة بعد بضعة سنوات من رسم بريمافيرا وبالاس وسناتور (وقد رسمتا حوالي عام 1482) وفي زمن مقارب لرسم مولد فينوس (ح. 1486). وهي الوحيدة من بين هذه اللوحات التي لا تعرض في أوفيزي بفلورنسا، وتُعرض في المعرض الوطني بلندن منذ عام 1874.

## وصف اللوحة

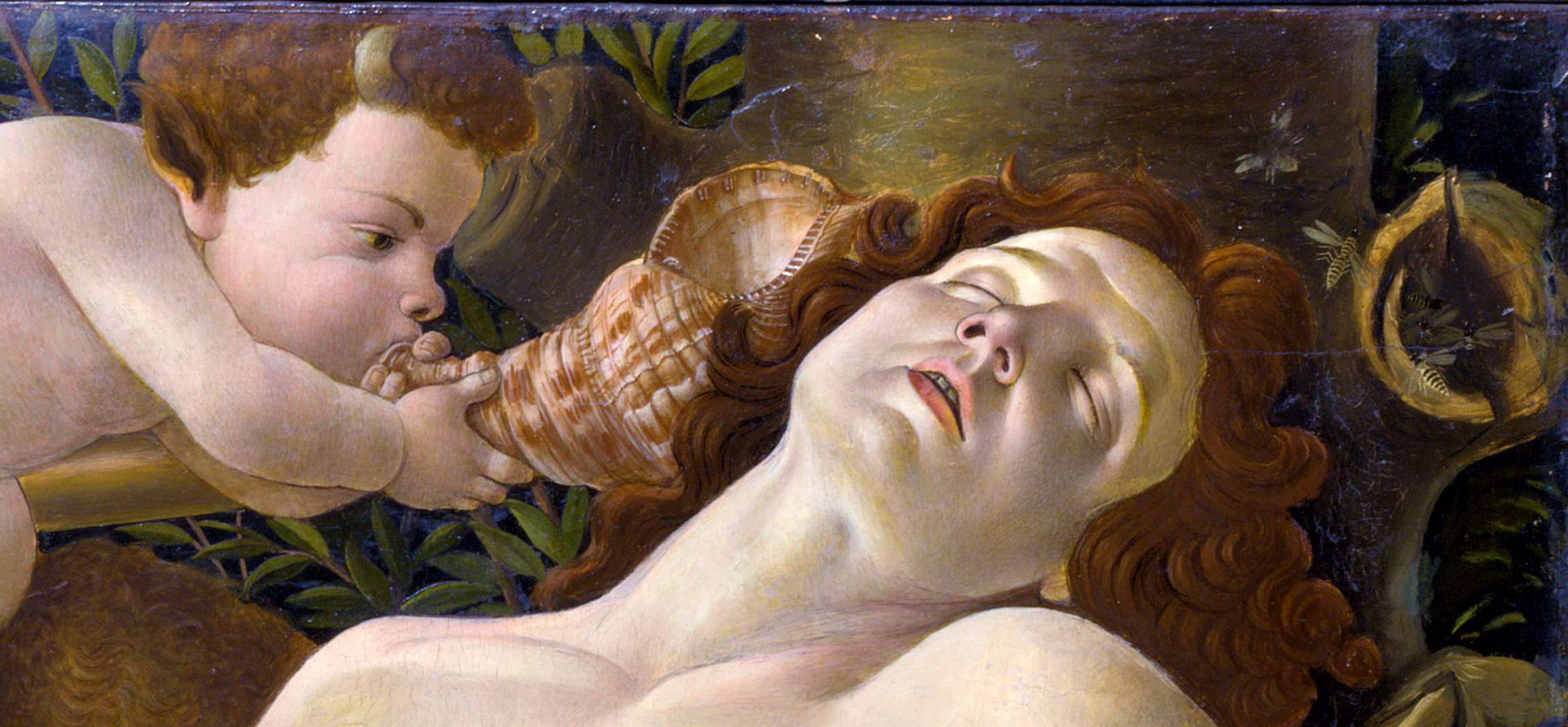
مارس، ويظهر علي يمينه عش للدبابير.

تصور اللوحة فينوس تراقب مارس وهو نائم بينما يلهو حولهما أربعة من صغار الساتير، اثنان منهم يحملان قبعته (السالت وحربته والآخر يرقد داخل درع مارس تحت ذراعه. والساتير الرابع ينفخ في صدفة صغيرة في أذن مارس، محاولاً إيقاظه. يبدو بوضوح أن الزوجان كانا يمارسان الحب، حيث كانت عادة الذكور النوم بعد ممارسة الجنس موضوعاً شائعاً في النكات البذيئة عن ليلة الزفاف في إيطاليا عصر النهضة. ويمكن تفسير الحربة والصدفة كرموز جنسية.
يدور المشهد في بستان من نباتات الآسية، والتي ترتبط تقليدياً بفينوس والزواج، وربما تكون من نباتات الغار، والتي ترتبط بلورنزو دي ميتشي (il Magnifico)، أو قد تكون مزيجاً من النباتين. هناك إطلالة محدودة على المرج الخلفي، والذي يؤدي إلى المدينة المسورة البعيدة.
في الخلفية، يظهر سرب من الدبابير يحوم حول رأس مارس، وقد يكون رمزاً للحب الذي عادة ما يرافقه الألم. وهناك تفسيرات أخرى، الأول اقترحه إرنست غومبريتش، ويرى أن الدبابير تعبر عن عائلة فسبوتشي التي من المحتمل أن تكون قد كلفت بوتيتشيلي برسم اللوحة. وقد كانوا جيران لبوتيتشيلي منذ طفولته، وكلفوه برسم  القديس أوغسطينوس في دراسته لكنيسة أوغيسانتي عام 1480، ومن المرجح أن لوحة فينوس ومارس قد أضيفت لبوتيشيلي ضمن مهمات أخرى. وتظهر الدبابير على درع العائلة، حيث يعني اسم العائلة حرفياً «الدبابير الصغيرة»، وعش الدبابير، في الحفرة داخل الشجرة في الزاوية اليسرى العليا، هو نفس المكان الموجود فيه الدرع داخل اللوحة والذي عادة ما يرسم فيه رمز للراعي أو المكلف برسم اللوحة.
ويعتقد أن اللوحة قد تم تصميمها في الأصل لتوضح داخل تلبيسة كسابليرا، أو لتكون جزءاً من الأثاث مثل السرير، خلفية اللوتوتشيو، كنبة خشبية، أو أي قطعة أثاث مماثلة.
يصف رونالد لايتباون مارس على أنه «أكثر الذكور العارية كمالاً في لوحات بوتيتشيلي»، على الرغم من عدم استخدام بوتيشيلي للشخصيات الذكورية العارية بكثرة؛ حيث كان بوتيتشيلي أقل اهتماماً بكمال التشريح لشخصياته كما فعل الكثير من معاصريه الفلورنسيين، لكن يبدو أنه أولى اهتماماً خاصاً به هنا. فينوس هنا، على عكس لوحة ميلاد فينوس، مرتدية ثيابها بالكامل، كما لو كانت في وضع الزوجة. بالرغم من أن فينوس هي زوجة فولكانوس، مما يجعل هذه علاقتها بمارس علاقة زنا، بالمقاييس البشرية الطبيعية. في الأفلاطونية محدثة اليونانية، كانت هارمني نتاج لعلاقتهما. وهناك مراجع كلاسيكية متأخرة تعتبر أن كيوبيد قد وُلد نتيجة هذه العلاقة.